# نتلزتد، سافک
نتلزتد (به انگلیسی: Nettlestead) یک روستا و محله مدنی در بریتانیا است که در Mid Suffolk واقع شده‌است. نتلزتد ۹۰ نفر جمعیت دارد.